# Null Island
널 아일랜드(영어: Null Island) 는 북위 0도, 동경 0도(0°N 0°E), 즉 본초자오선과 적도가 교차하는 지점을 가리킨다. 이 좌표에는 육지가 존재하지 않기 때문에 실제 섬은 아니다. 이 이름은 종종 지도 제작 소프트웨어에서, 실수로 좌표 0,0이 할당된 데이터베이스 항목을 찾아내고 수정하는 데 도움이 되는 임시 지점으로 사용된다. 널 아일랜드는 원래 공간 정보학(지리정보과학) 커뮤니티 내에서 농담으로 시작되었지만, 반복적으로 발생하는 문제를 해결하는 유용한 수단이 되었다.

## 물리적 위치
널 아일랜드로 정의된 지구 표면의 지점은 대서양의 공해상이 위치하며, 서아프리카 해안에서 약 600km(320해리) 떨어진 기니만에 있다. 이 지점에는 소울 음악 장르에서 이름을 딴 '소울 부이(Soul buoy)'라는 기상 관측 부표가 정박되어 있었다.
널 아일랜드에서 가장 가까운 육지는 북쪽으로 약 570킬로미터(354마일; 307.8해리) 떨어진 작은 섬으로, 가나에 속해 있다(북위 4도 45분 30초, 서경 1도 58분 33초 / 4.75833°N, 1.97583°W). 본토에서 가장 가까운 지점은 가나의 아크위다(Akwidaa)와 딕스코브(Dixcove) 사이에 위치한 아초와 포인트(Achowa Point)이다.
소울 부이 아래 해저의 깊이는 약 4,940m(16,210피트)이다.

## 소프트웨어에서
컴퓨터 공학과 지명 데이터베이스 관점에서, 널 아일랜드의 좌표는 2010~2011년경에 퍼블릭 도메인 지도 데이터셋인 내추럴 어스(Natural Earth)에 추가되었으며, 이후 이 용어는 널리 사용되기 시작했다(이전에 이미 사용된 흔적도 있다.).이후 픽션을 통해 이 "섬"은 지리, 역사, 국기를 부여받았다. 내추럴 어스는 이 대상을 "1제곱미터(약 11제곱피트) 크기의 섬"으로 설명하면서, "스케일 랭크 100으로 표시되어 지도에서 절대 나타나지 않아야 하는 대상"이라고 명시하고 있다. "Null"이라는 이름은 두 개의 0 좌표(위도 0동, 경도 0도)를 가르키며, 이는 데이터가 없는 상태를 나타내는 null 값이 정수형 환경이나"null값 허용 안 됨"에사 강제로 0으로 변환되는 것과 관련이 있다.
이 위치는 지도 시스템에서 오류를 포착하기 위해 사용된다. 예를 들어, 지리 정보를 지정할 수 없는 소프트웨어가 이미지 데이터를 잘못 처리하여 해당 위치에 연결하거나, 위도와 경도를 "Null, Null" 또는 "0, 0"으로 할당해버리는 경우 이러한 오류가 발생한다. 2018년 1월, 벨링캣이 보도한 바에따르면, 운동 추적 앱 Strava의 활동 기록과 같은 다른 데이터들도 이 위치에 매핑된 사례가 있다. 이는 사용자들이 실제 위치를 숨기기 위해 일부러 좌표를 "0, 0"으로 입력했기 때문으로 보인다.

## 소울 부이
"스테이션 13010 - 소울(Station 13010 – Soul)" 이라는 이름의 부표는 PIRATA 시스템의 일부였다. PITATA는 1997년부터 미국, 프랑스, 브라질이 열대 대서양에 설치한 17개의 부표로 구성된 관측망이다. 이 시스템의 다른 부표들과 마찬가지로, 소울 부이도 음악 장르의 이름을 따서 명명되었다. 이 부표는 자율 온도선 수집 시스템(Autonomous Temperature Line Acquisition System, ATLAS) 부표로, 원뿔형 구조이며 높이는 3.8미터(12피트)이다. 해저에 케이블로 고정되어 있었다.
이 부표는 설치된 지 1년도 지나지 않아 사라졌으며, 1998년에 교체되었다. 이후 해당 부표는 2021년 3월에 운용이 중단되었다.

## 같이 보기
- 블립 대령(Colonel Bleep) – 1957년에 방영된 애니메이션 만화로, 지구의 적도와 그리니치 자오선이 만나는 가상의 "제로 제로 아일랜드(Zero Zero Island, 즉 널 아일랜드)"를 배경으로 한다.
- 제로의 지대(Latitude Zero) – 기니만 해저의 좌표 0, 0 지점에 우치한 가상의 유토피아를 배경을 한 1969년 영화